# Der Koloß
Der Koloß (Originaltitel: The Amazing Colossal Man) ist ein US-amerikanischer Science-Fiction-Film von Bert I. Gordon aus dem Jahr 1957. Die Erstaufführung in Deutschland fand am 22. Juni 1962 statt.

## Handlung
Die USA testen eine Plutoniumbombe. Dabei werden Soldaten in der Nähe stationiert. Kurz vor der Explosion legt ein Privatpilot eine Bruchlandung im Testgebiet hin. Lieutenant Colonel Glenn Manning versucht den Piloten zu retten, doch er kommt zu spät. Manning überlebt die Explosion schwer verletzt. Die Ärzte geben ihn verloren. Doch am nächsten Tag stellen sie fest, dass Manning geheilt ist. Doch die radioaktive Strahlung, der er ausgesetzt war, lässt ihn wachsen, bis er eine Größe von knapp 20 Metern erreicht. Bei dieser Größe kann das Herz nicht genug Blut zum Gehirn pumpen, so dass Manning allmählich den Verstand verliert. Man verfrachtet Manning in ein Armeelager in der Nähe von Las Vegas, wo er in einer Art Quarantäne lebt.
Doktoren und Wissenschaftler der Armee versuchen, Mannings Wachstum mit einem Serum umzukehren. Doch Manning ergreift die Injektionsnadel, die die Größe eines Speers hat, und tötet damit einen der Ärzte. Er entkommt dem Militär und entführt seine Freundin Carol. Er erreicht Las Vegas und richtet Chaos und Verwüstungen in der Stadt an. Die Armee kann den Riesen am Hoover Dam umzingeln. Manning lässt seine Freundin frei, dann wird er von den Soldaten tödlich verwundet und stürzt in den Colorado.

## Kritiken
„Ein nicht nur tricktechnisch dürftiges Stück Science-Fiction-Phantasie.“

„Unfreiwillig komisch!“

„Der Film hat eine schmerzhafte Anzahl armseliger und manchmal sogar blödsinniger Szenen … Die Spezialeffekte … sind jämmerlich und nicht überzeugend.“

„Der Koloß war trotz seiner primitiven Machart möglicherweise der beste Film Bert I. Gordons.“

## Hintergrund
Wie oft in seinen B-Movies übernahm Bert I. Gordon aus Kostengründen gleich mehrere Funktionen. Hier war er nicht nur Regisseur, sondern auch Co-Autor, Co-Produzent und Verantwortlicher für die Spezial-Effekte, die im Übrigen fast nur aus Rückprojektionen bestanden. Dieser Film war seine vierte Regie-Arbeit. Ein Jahr später folgte eine Fortsetzung unter Gordons Regie mit dem Titel Gigant des Grauens.
Nach diesem Film arbeitete Cathy Downs fast nur noch für das Fernsehen. Sie drehte nur noch einen weiteren Kinofilm.
Der spätere Oscar-Gewinner Jack Solomon war Aufnahmeleiter des Tonstudios. Auch Kameramann Joseph Biroc kam später zu Oscar-Ehren.